# Molkom
Molkom – miejscowość (tätort) w Szwecji, w regionie administracyjnym (län) Värmland, w gminie Karlstad.
Według danych Szwedzkiego Urzędu Statystycznego liczba ludności wyniosła: 1896 (31 grudnia 2015), 1860 (31 grudnia 2018) i 1856 (31 grudnia 2019).